# Friedberg (Hesse)
Pour les articles homonymes, voir Friedberg.
Friedberg (Hesse) est une municipalité à la limite nord de la région Rhin-Main et le siège administratif de l'arrondissement de Wetterau. L'ancienne ville impériale libre et ville d'exposition était l'une des villes les plus importantes de la Hesse d'aujourd'hui au Moyen Âge. Le riche passé peut être lu à ce jour dans le paysage urbain bien préservé. Les sites bien connus incluent l'ancien château impérial, l'église gothique de la ville et le mikvé médiéval (bain juif).

## Histoire
| Appartenances historiques Saint-Empire (Ville libre) 1252–1803 Landgraviat de Hesse-Darmstadt 1803–1806 Grand-duché de Hesse 1806–1918 République de Weimar 1918–1933 Reich allemand 1933–1945 Allemagne occupée 1945–1949 Allemagne 1949–présent |

## Personnalités

### Né à Friedberg
- Erasmus Alberus (1500-1533), humaniste, réformateur religieux et ami de Martin Luther
- Leopold Cassella (1766-1847), entrepreneur
- Siegfried Schmid (1774-1859), écrivain
- Abraham Marcus Hirschsprung (1789-1871), père de Heinrich Hirschsprung, fabricant de tabac danois, mécène des arts
- Oscar Hertwig (1849-1922) et Richard Hertwig (1850-1937), zoologues
- Albert Windisch (1878 - 1967), peintre, professeur à l'Académie et typographe est né à Friedberg
- Ernest Oppenheimer (1880 - 1957), entrepreneur d'extraction de diamants et d'or, financier et philanthrope, qui contrôlait De Beers et fonda l'Anglo American Corporation of South Africa.
- Albert Stohr (1890-1961), évêque de Mayence
- Karl Neuhof (1891-1943), résistant au nazisme, y est né.
- Herfried Münkler (né en 1951), politologue
- Mathias Herrmann (né en 1962), acteur, connu de la scène de crime ZDF Ein Fall für zwei
- René Pollesch (1962-2024), auteur de théâtre, metteur en scène et dramaturge
- Benjamin Herrmann (né en 1971), producteur de films
- Ike Moriz (né en 1972), chanteur, auteur-compositeur et acteur
- Christof Leng (né en 1975), homme politique
- Dexter Langen (né en 1980), footballeur
- Kamghe Gaba (né en 1984), sprinter
- Till Helmke, (né en 1984), sprinter
- Kollegah, (né en 1984), rappeur

### Ont vécu à Friedberg
- Wilhelm Beuttel (1900-1944) était un combattant de la résistance et a grandi à Friedberg. De 1920 à 1929, conseiller municipal.
- Wilhelm Curtmann (1802–1871), éducateur, fut recteur du collège des instituteurs de la ville de 1841 à 1864.
- Johann Philipp Dieffenbach (1786–1860) fut le directeur de l'école de Friedberg pendant 42 ans et un pionnier de l'archéologie dans le Wetterau.
- Donald Lutz (* 1989), premier joueur de baseball allemand de la Major League Baseball, a passé son enfance et sa jeunesse à Friedberg.
- Hans Meyer (1867–1949), architecte de la (ancienne) piscine intérieure construite entre 1908 et 1909 (aujourd'hui Théâtre ancienne piscine intérieure Friedberg/Wetterau), Haagstraße 29[1] à Friedberg[2].
- Elvis Presley (1935-1977) était un chanteur et a fait son service militaire à Friedberg de 1958 à 1960 dans l'armée américaine, mais a vécu à Bad Nauheim.
- Georg Jakob Roller (* 1774 à Wildberg (Forêt-Noire), † 1857 à Friedberg) a fondé une école privée pour sourds-muets à Worms en tant qu'enseignant en 1820, a été fondateur en 1837 et jusqu'en 1855 directeur de l'institution pour les sourds-muets (initialement école des sourds-muets) Friedberg en lien étroit avec le séminaire des prédicateurs (également 1837) ouvert) et le séminaire des enseignants ; a reçu un doctorat honorifique de l'Université de Giessen pour ses réalisations éducatives exceptionnelles.
- Johann Peter Schäfer (né le 8 mai 1813 à Altenstadt en Hesse, † 26 décembre 1902 à Friedberg) a fondé - après avoir été auparavant enseignant pour sourds et muets à l'école pour sourds-muets - en 1850/51 la première institution de Hesse pour les aveugles à Friedberg et en a été le directeur pendant de nombreuses années (jusqu'en 1894), depuis le 3 novembre 1856 citoyen d'honneur de la ville de Friedberg.
- James Peace (* 1963) : le compositeur a fait son premier récital de piano allemand à Friedberg, en novembre 1992.